# 2021–2022-es spanyol labdarúgó-bajnokság (első osztály)
A 2021–2022-es La Liga a 91. szezonja a La Ligának. A 2003–04-es szezon óta ez az első szezon, hogy a bajnokság történetének a legtöbb gólszerző játékosa Lionel Messi nem szerepel benne.

## Csapatok
| Csapat             | Város             | Stadion                        |
| ------------------ | ----------------- | ------------------------------ |
| Alavés             | Gasteiz           | Estadio Mendizorrotza          |
| Athletic Bilbao    | Bilbao            | San Mamés                      |
| Atlético de Madrid | Madrid            | Wanda Metropolitano Stadion    |
| Barcelona          | Barcelona         | Camp Nou                       |
| Cádiz              | Cádiz             | Estadio Ramón de Carranza      |
| RC Celta de Vigo   | Vigo              | Estadio Balaídos               |
| Elche              | Elche             | Estadio Manuel Martínez Valero |
| Espanyol           | Barcelona         | RCDE Stadion                   |
| Getafe             | Madrid            | Coliseum Alfonso Pérez         |
| Granada            | Granada           | Los Cármenes                   |
| Levante            | Valencia          | Estadi Ciutat de València      |
| Mallorca           | Palma de Mallorca | Iberostar Estadio              |
| Osasuna            | Pamplona          | El Sadar                       |
| Rayo Vallecano     | Madrid            | Estadio Teresa Rivero          |
| Real Betis         | Sevilla           | Benito Villamarín Stadion      |
| Real Madrid        | Madrid            | Estadio Santiago Bernabéu      |
| Real Sociedad      | San Sebastián     | Estadio Anoeta                 |
| Sevilla            | Sevilla           | Estadio Ramón Sánchez-Pizjuán  |
| Valencia           | Valencia          | Estadio Mestalla               |
| Villarreal         | Vila-real         | Estadio El Madrigal            |

## Vezetőedző-váltások
| Csapat      | Távozott vezetőedző          | A távozás módja      | A távozás ideje    | Helyezés a tabellán | Érkezett vezetőedző          | A kinevezés ideje  |
| ----------- | ---------------------------- | -------------------- | ------------------ | ------------------- | ---------------------------- | ------------------ |
| Valencia    | Voro                         | Lejárt a megbízatása | 2021. május 22.    | Előszezon           | José Bordalás                | 2021. május 27.    |
| Getafe      | José Bordalás                | Közös megegyezéssel  | 2021. május 26.    | Előszezon           | Míchel                       | 2021. május 27.    |
| Real Madrid | Zinédine Zidane              | Lemondott            | 2021. május 27.    | Előszezon           | Carlo Ancelotti              | 2021. június 1.    |
| Granada     | Diego Martínez Penas         | Lemondott            | 2021. május 27.    | Előszezon           | Robert Moreno                | 2021. június 18.   |
| Levante     | Paco López                   | Kirúgták             | 2021. október 3.   | 18.                 | Javier Pereira               | 2021. október 7.   |
| Getafe      | Míchel                       | Kirúgták             | 2021. október 4.   | 20.                 | Quique Sánchez Flores        | 2021. október 6.   |
| Barcelona   | Ronald Koeman                | Kirúgták             | 2021. október 27.  | 9.                  | Xavi                         | 2021. november 5.  |
| Elche       | Fran Escribá                 | Kirúgták             | 2021. november 21. | 18.                 | Francisco                    | 2021. november 28. |
| Levante     | Javier Pereira               | Kirúgták             | 2021. november 29. | 20.                 | Alessio Lisci                | 2021. december 7.  |
| Alavés      | Javier Calleja               | Kirúgták             | 2021. december 28. | 18.                 | José Luis Mendilibar         | 2021. december 28. |
| Cádiz       | Álvaro Cervera               | Kirúgták             | 2022. január 11.   | 19.                 | Sergio                       | 2022. január 11.   |
| Granada     | Robert Moreno                | Kirúgták             | 2022. március 6.   | 17.                 | Rubén Torrecilla (megbízott) | 2022. március 6.   |
| Mallorca    | Luis García                  | Kirúgták             | 2022. március 22.  | 18.                 | Javier Aguirre               | 2022. március 24.  |
| Alavés      | José Luis Mendilibar         | Kirúgták             | 2022. április 3.   | 20.                 | Julio Velázquez              | 2022. április 5.   |
| Granada     | Rubén Torrecilla (megbízott) | Lejárt a megbízatása | 2022. április 18.  | 18.                 | Aitor Karanka                | 2022. április 18.  |

## Tabella
| Hely. | Csapat            | M  | Gy | D  | V  | G+ | G– | Gk  | P  | Továbbjutás vagy kiesés            |
| ----- | ----------------- | -- | -- | -- | -- | -- | -- | --- | -- | ---------------------------------- |
| 1.    | Real Madrid (B)   | 38 | 26 | 8  | 4  | 80 | 31 | +49 | 86 | Bajnokok Ligája-csoportkör         |
| 2.    | Barcelona         | 38 | 21 | 10 | 7  | 68 | 38 | +30 | 73 | Bajnokok Ligája-csoportkör         |
| 3.    | Atlético MadridCV | 38 | 21 | 8  | 9  | 65 | 43 | +22 | 71 | Bajnokok Ligája-csoportkör         |
| 4.    | Sevilla           | 38 | 18 | 16 | 4  | 53 | 30 | +23 | 70 | Bajnokok Ligája-csoportkör         |
| 5.    | Real Betis        | 38 | 19 | 8  | 11 | 62 | 40 | +22 | 65 | Európa-liga-csoportkör             |
| 6.    | Real Sociedad     | 38 | 17 | 11 | 10 | 40 | 37 | +3  | 62 | Európa Konferencia Liga, rájátszás |
| 7.    | Villarreal        | 38 | 16 | 11 | 11 | 63 | 37 | +26 | 59 |                                    |
| 8.    | Athletic Bilbao   | 38 | 14 | 13 | 11 | 43 | 36 | +7  | 55 |                                    |
| 9.    | Valencia          | 38 | 11 | 15 | 12 | 48 | 53 | −5  | 48 |                                    |
| 10.   | Osasuna           | 38 | 12 | 11 | 15 | 37 | 51 | −14 | 47 |                                    |
| 11.   | Celta Vigo        | 38 | 12 | 10 | 16 | 43 | 43 | 0   | 46 |                                    |
| 12.   | Rayo VallecanoÚ   | 38 | 11 | 9  | 18 | 39 | 50 | −11 | 42 |                                    |
| 13.   | Elche             | 38 | 11 | 9  | 18 | 40 | 52 | −12 | 42 |                                    |
| 14.   | EspanyolÚ         | 38 | 10 | 12 | 16 | 40 | 53 | −13 | 42 |                                    |
| 15.   | Getafe            | 38 | 8  | 15 | 15 | 33 | 41 | −8  | 39 |                                    |
| 16.   | MallorcaÚ         | 38 | 10 | 9  | 19 | 36 | 63 | −27 | 39 |                                    |
| 17.   | Cádiz             | 38 | 8  | 15 | 15 | 35 | 51 | −16 | 39 |                                    |
| 18.   | Granada (K)       | 38 | 8  | 14 | 16 | 44 | 61 | −17 | 38 | Segunda División                   |
| 19.   | Levante (K)       | 38 | 8  | 11 | 19 | 51 | 76 | −25 | 35 | Segunda División                   |
| 20.   | Alavés (K)        | 38 | 8  | 7  | 23 | 31 | 65 | −34 | 31 | Segunda División                   |

## Mérkőzések
| 1. forduló                                    |     |                    |
| Hivatalos mérkőzésnap: 2021. augusztus 13-16. |     |                    |
| Valencia                                      | 1–0 | Getafe             |
| Mallorca                                      | 1–1 | Real Betis         |
| Cádiz                                         | 1–1 | Levante            |
| Alavés                                        | 1–4 | Real Madrid        |
| Osasuna                                       | 0-0 | Espanyol           |
| RC Celta de Vigo                              | 1–2 | Atlético de Madrid |
| Barcelona                                     | 4–2 | Real Sociedad      |
| Sevilla                                       | 3–0 | Rayo Vallecano     |
| Villarreal                                    | 0-0 | Granada            |
| Elche                                         | 0-0 | Athletic Bilbao    |

| 2. forduló                                    |     |                  |
| Hivatalos mérkőzésnap: 2021. augusztus 20-23. |     |                  |
| Real Betis                                    | 1-1 | Cádiz            |
| Alavés                                        | 0-1 | Mallorca         |
| Granada                                       | 1-1 | Valencia         |
| Espanyol                                      | 0-0 | Villarreal       |
| Athletic Bilbao                               | 1-1 | Barcelona        |
| Real Sociedad                                 | 1-0 | Rayo Vallecano   |
| Atlético de Madrid                            | 1-0 | Elche            |
| Levante                                       | 3-3 | Real Madrid      |
| Getafe                                        | 0-1 | Sevilla          |
| Osasuna                                       | 0-0 | RC Celta de Vigo |

| 3. forduló                                    |     |                 |
| Hivatalos mérkőzésnap: 2021. augusztus 27-29. |     |                 |
| Mallorca                                      | 1-0 | Espanyol        |
| Valencia                                      | 3-0 | Alavés          |
| RC Celta de Vigo                              | 0-1 | Athletic Bilbao |
| Elche                                         | 1-1 | Sevilla         |
| Real Sociedad                                 | 1-0 | Levante         |
| Real Betis                                    | 0-1 | Real Madrid     |
| Barcelona                                     | 2-1 | Getafe          |
| Rayo Vallecano                                | 4-0 | Granada         |
| Cádiz                                         | 2-3 | Osasuna         |
| Atlético de Madrid                            | 2-2 | Villarreal      |

| 4. forduló                                     |     |                    |
| Hivatalos mérkőzésnap: 2021. szeptember 11-13. |     |                    |
| Levante                                        | 1-1 | Rayo Vallecano     |
| Athletic Bilbao                                | 2-0 | Mallorca           |
| Espanyol                                       | 1-2 | Atlético de Madrid |
| Osasuna                                        | 1-4 | Valencia           |
| Cádiz                                          | 0-2 | Real Sociedad      |
| Real Madrid                                    | 5-2 | RC Celta de Vigo   |
| Getafe                                         | 0-1 | Elche              |
| Granada                                        | 1-2 | Real Betis         |

| 5. forduló                                     |     |                 |
| Hivatalos mérkőzésnap: 2021. szeptember 17-20. |     |                 |
| RC Celta de Vigo                               | 1-2 | Cádiz           |
| Rayo Vallecano                                 | 3-0 | Getafe          |
| Atlético de Madrid                             | 0-0 | Athletic Bilbao |
| Elche                                          | 1-1 | Levante         |
| Alavés                                         | 0-2 | Osasuna         |
| Mallorca                                       | 0-0 | Villarreal      |
| Real Sociedad                                  | 0-0 | Sevilla         |
| Real Betis                                     | 2-2 | Espanyol        |
| Valencia                                       | 1-2 | Real Madrid     |
| Barcelona                                      | 1-1 | Granada         |

## Statisztikák
Utoljára frissítve: 2022. május 12.

### Gólszerzők
| Helyezés | Játékos                   | Klub            | Gólok |
| -------- | ------------------------- | --------------- | ----- |
| 1        | Karim Benzema             | Real Madrid     | 27    |
| 2        | Iago Aspas                | Celta Vigo      | 18    |
| 3        | Vinícius Júnior           | Real Madrid     | 17    |
| 4        | Raúl de Tomás             | Espanyol        | 16    |
| 5        | Enes Ünal                 | Getafe          | 15    |
| 6        | Juanmi                    | Real Betis      | 14    |
| 7        | Joselu                    | Alavés          | 13    |
| 8        | José Luis Morales         | Levante         | 12    |
| 8        | Memphis Depay             | Barcelona       | 12    |
| 10       | Gonçalo Guedes            | Valencia        | 11    |
| 10       | Carlos Soler              | Valencia        | 11    |
| 10       | Ángel Correa              | Atlético Madrid | 11    |
| 10       | Luis Suárez               | Atlético Madrid | 11    |
| 10       | Pierre-Emerick Aubameyang | Barcelona       | 11    |

### Gólpasszok
| # | Játékos         | Klub            | Gólpasszok |
| - | --------------- | --------------- | ---------- |
| 1 | Ousmane Dembélé | Barcelona       | 13         |
| 2 | Karim Benzema   | Real Madrid     | 12         |
| 3 | Jordi Alba      | Barcelona       | 9          |
| 3 | Vinícius Júnior | Real Madrid     | 9          |
| 5 | Óscar Trejo     | Rayo Vallecano  | 9          |
| 5 | Iker Muniain    | Athletic Bilbao | 9          |
| 5 | Sergi Darder    | Espanyol        | 9          |
| 8 | Nabil Fekir     | Real Betis      | 7          |
| 8 | Daniel Parejo   | Villarreal      | 7          |
| 8 | Luka Modrić     | Real Madrid     | 7          |

### Mesterhármasok
| Játékos                   | Klub            | Ellenfél   | Végeredmény | Dátum                | Forduló |
| ------------------------- | --------------- | ---------- | ----------- | -------------------- | ------- |
| Karim Benzema             | Real Madrid     | Celta Vigo | 5–2 (H)     | 2021. szeptember 12. | 4       |
| Marco Asensio             | Real Madrid     | Mallorca   | 6–1 (H)     | 2021. szeptember 22. | 6       |
| Anthony Lozano            | Cádiz           | Villarreal | 3–3 (V)     | 2021. október 26.    | 11      |
| Juanmi                    | Real Betis      | Levante    | 3–1 (H)     | 2021. november 28.   | 15      |
| Jorge Molina              | Granada         | Mallorca   | 4–1 (H)     | 2021. december 19.   | 18      |
| Oihan Sancet              | Athletic Bilbao | Osasuna    | 3–1 (V)     | 2022. január 3.      | 19      |
| Arnaut Danjuma            | Villarreal      | Granada    | 4–1 (V)     | 2022. február 19.    | 25      |
| Pierre-Emerick Aubameyang | Barcelona       | Valencia   | 4–1 (V)     | 2022. február 20.    | 25      |
| Yeremi Pino4              | Villarreal      | Espanyol   | 5–1 (H)     | 2022. február 27.    | 26      |
| Vinícius Júnior           | Real Madrid     | Levante    | 6–0 (H)     | 2022. május 12.      | 36      |

4 A játékos 4 gólt szerzett

## Hónap játékosa díj a La Ligában (LFP Awards – Monthly)
| Hónap      | Hónap játékosa   | Hónap játékosa  | Jegyzet |
| Hónap      | Játékos          | Klub            | Jegyzet |
| ---------- | ---------------- | --------------- | ------- |
| Szeptember | Karim Benzema    | Real Madrid     | [ 34 ]  |
| Október    | Robin Le Normand | Real Sociedad   | [ 35 ]  |
| November   | Vinícius Júnior  | Real Madrid     | [ 36 ]  |
| December   | Juanmi           | Real Betis      | [ 37 ]  |
| Január     | Ángel Correa     | Atlético Madrid | [ 38 ]  |
| Február    | Thibaut Courtois | Real Madrid     | [ 39 ]  |
| Március    | João Félix       | Atlético Madrid | [ 40 ]  |
| Április    | Karim Benzema    | Real Madrid     | [ 41 ]  |

## Csapatok száma autonóm közösségkénti bontásban
|   | Autonóm közösség          | Csapatok száma | Csapatok                                        |
| - | ------------------------- | -------------- | ----------------------------------------------- |
| 1 | Andalúzia                 | 4              | Cádiz, Granada, Real Betis és Sevilla           |
| 1 | Madrid autonóm közösség   | 4              | Atlético Madrid, Getafe, Leganés és Real Madrid |
| 1 | Valencia autonóm közösség | 4              | Elche, Levante, Valencia és Villarreal          |
| 4 | Baszkföld                 | 3              | Alavés, Athletic Club és Real Sociedad          |
| 5 | Katalónia                 | 2              | Barcelona és Espanyol                           |
| 6 | Baleár-szigetek           | 1              | Mallorca                                        |
| 6 | Galicia                   | 1              | Celta Vigo                                      |
| 6 | Navarra                   | 1              | Osasuna                                         |